# Lispe miochaeta
Lispe miochaeta är en tvåvingeart som beskrevs av Speiser 1910. Lispe miochaeta ingår i släktet Lispe och familjen husflugor.
Artens utbredningsområde är Tanzania. Inga underarter finns listade i Catalogue of Life.